# Glenaire (Missouri)
Pour les articles homonymes, voir Glenaire.
Glenaire est une ville du comté de Clay, dans le Missouri, aux États-Unis,. Située au sud du comté, elle est entièrement entourée par la ville de Liberty. Elle est incorporée en 1950.

## Démographie
Lors du recensement de 2010, la ville comptait une population de 545 habitants. Elle est estimée, en 2016, à 581 habitants.

## Source de la traduction
- (en) Cet article est partiellement ou en totalité issu de l’article de Wikipédia en anglais intitulé « Glenaire, Missouri » (voir la liste des auteurs).